# Nicoleta Grasu
Nicoleta Grasu (Rumania, 11 de septiembre de 1971) es una atleta rumana, especialista en la prueba de lanzamiento de disco, con la que ha llegado a ser subcampeona mundial en 2001.

## Carrera deportiva
En el Mundial de Edmonton 2001 gana la medalla de plata en lanzamiento de disco, con una marca de 66,24 metros, quedando tras la bielorrusa Ellina Zvereva (oro) y por delante de la griega Anastasia Kelesidou (bronce). Además ha conseguido tres medallas de bronce en la misma prueba en los mundiales de 1999, 2007 y 2009.
Y en el Campeonato Europeo de Atletismo de 2006 ganó el bronce, llegando hasta los 63.58 metros, siendo superada por la rusa Darya Pishchalnikova (oro con 65.55 m) y la alemana Franka Dietzsch (plata).